# Питерак
Питерак (дат. Piteraq) — холодный катабатический ветер, дующий с гренландского ледяного щита на восточное побережье Гренландии. Наиболее част осенью и зимой. Скорость достигает 50—80 м/с зимой и 20—40 м/с — летом.
Обычно начинается в спокойные и холодные ночи.

## Происхождение
Массы холодного воздуха, накопившиеся на высокогорных плато или в вышележащих котловинах, переливаются через край задерживающего их гребня и устремляются с ускорением вниз, к берегу, достигая силы урагана.

## Страницы истории
6 февраля 1970 года питерак причинил значительный ущерб городку Ангмагссалик: за одну ночь ветер снёс многие жилые и общественные здания. Сила ветра со снегом была такова, что с автомобилей, стоящих на улицах, была «слизана» краска — наутро все стали металлического цвета.
С начала 1970 года Датский метеорологический центр начал объявлять предупреждения о приближении питерака.